# Lago di Alice
Il lago di Àlice è un lago morenico di origine glaciale; è situato a 575 m di altezza in comune di Alice Superiore, in provincia di Torino. Ad ovest dello specchio d'acqua principale si trova un lago più piccolo chiamato, appunto, lago Piccolo.

## Morfologia

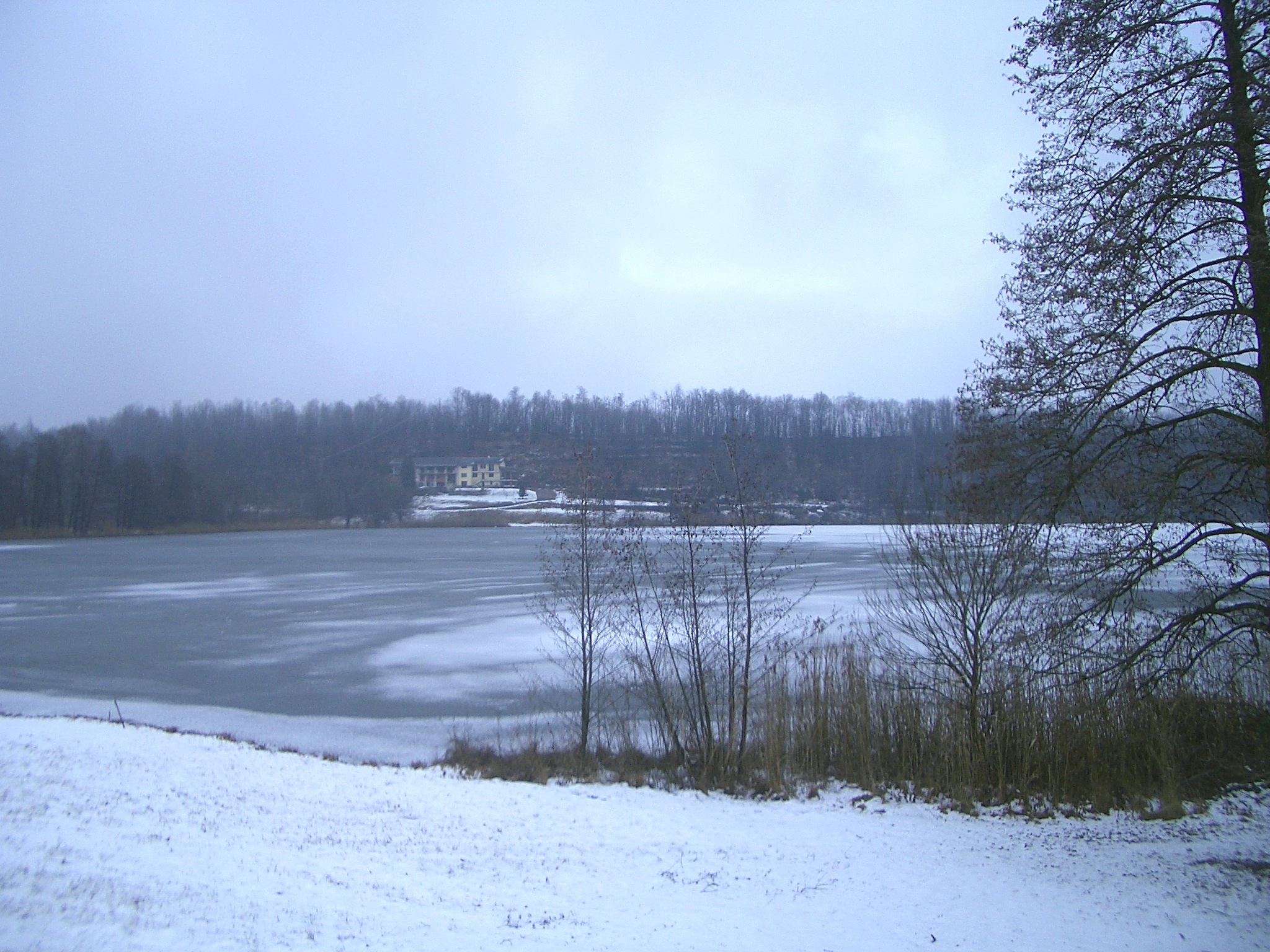
Il lago d'inverno

L'invaso ha forma all'incirca quadrata. A sud è costeggiato dalla SP 68 mentre ad est un'ampia spiaggia privata dà accesso allo specchio d'acqua. Sulla riva settentrionale una valletta prativa si spinge in direzione del vicino lago di Meugliano mentre la sponda orientale è dominata da un cordone morenico coperto di alberi.
Il lago Piccolo, lungo poco più di 100 metri e largo circa 80, è invece caratterizzato da basse rive paludose e da un ampio canneto.
Nel 2009 i "Laghi di Meugliano e Alice" sono stati riconosciuti sito di interesse comunitario (codice: IT1110034).

## Escursionismo
La parte occidentale del lago è percorsa dal  sentiero dell'Agrifoglio mentre il  sentiero del Lago passa tra la sponda meridionale e la strada provinciale raggiungendo poi il Lago Piccolo. Nei pressi dei due specchi d'acqua transita anche l'alta via dell'Anfiteatro Morenico di Ivrea.

## Pesca
Il lago è una riserva di pesca dove d'inverno sono presenti trote fario e salmerini; le trote iridee possono essere invece pescate anche d'estate grazie alla temperatura relativamente fresca dell'acqua.

## Protezione della natura
Il lago è incluso nel  sito di interesse comunitario Laghi di Meugliano e Alice (cod.IT1110034), istituito nell'ambito della Direttiva 92/43/CEE (Direttiva Habitat) e designato anche come Zona Speciale di Conservazione.